# Edward Joseph Hanna
Edward Joseph Hanna (* 21. Juli 1860 in Rochester, New York, USA; † 10. Juli 1944) war Erzbischof von San Francisco.

## Leben
Edward Joseph Hanna empfing am 30. Mai 1885 das Sakrament der Priesterweihe.
Am 22. Oktober 1912 ernannte ihn Papst Pius X. zum Titularbischof von Titiopolis und bestellte ihn zum Weihbischof in San Francisco. Der Apostolische Delegat in den Vereinigten Staaten, Erzbischof Giovanni Vincenzo Bonzano, spendete ihm am 4. Dezember desselben Jahres die Bischofsweihe; Mitkonsekratoren waren der Erzbischof von Chicago, James Edward Quigley, und der Bischof von Richmond, Denis Joseph O’Connell.
Am 1. Juni 1915 ernannte ihn Papst Benedikt XV. zum Erzbischof von San Francisco. Edward Joseph Hanna trat am 2. März 1935 als Erzbischof von San Francisco zurück und wurde zum Titularerzbischof von Gortyna ernannt.